# Talichovo kvarteto
Talichovo kvarteto je české smyčcové kvarteto, které vzniklo na pražské konzervatoři v roce 1962.
Talichovo kvarteto začalo hrát ve školním roce 1962-63 jako studentský soubor pražské konzervatoře a to ve složení Jan Kvapil, Jan Talich, Jiří Najnar, Evžen Rattay. Později na doporučení profesora Micky začal soubor hrát pod jménem dirigenta Václava Talicha. Inaugurační koncert kvarteta pod tímto názvem se konal v Praze v Domě umělců na podzim 1965 s programem Debussy, Janáček, Smetana. Tento rok se pak začal uvádět jako oficiální rok vzniku souboru.
Od prvopočátku proběhlo v souboru několik personálních změn až se konečně obsazení začátkem sedmdesátých let ustálilo v tom nejsilnějším obsazení tj. Petr Messiereur, Jan Kvapil, Jan Talich, Evžen Rattay. V tomto složení dosáhlo Talichovo kvarteto světové pověsti, natočilo celou řadu CD včetně kompletů Beethovena, Mozarta, Bartóka a obdrželo mnoho cen.

## I. období 1962–1969

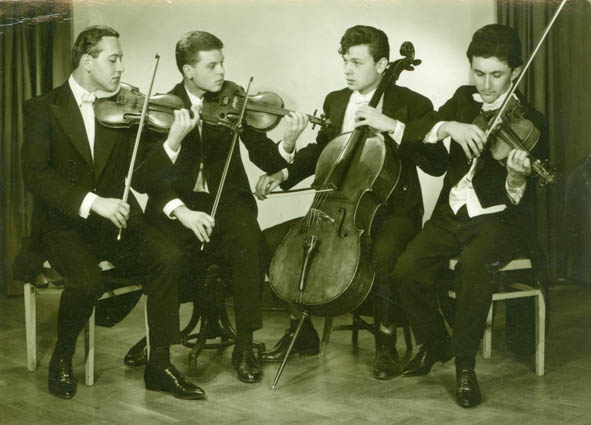
Talichovo kvarteto 1964, zleva Jan Talich, Jan Kvapil, Evžen Rattay, Jiří Najnar.

Jan Talich (1. housle), Jan Kvapil (2. housle), Jiří Najnar (viola), Evžen Rattay (violoncello)
Talichovo kvarteto vzniklo na pražské konzervatoři ve třídě prof. Josefa Micky, někdejšího rádce Smetanova kvarteta. Poprvé vystoupil tento žákovský kvartet veřejně dne 17. května 1962 v Národním muzeu s programem L. Koželuh: Smyčcový kvartet B-dur. První celovečerní koncert Talichova kvarteta se uskutečnil 16. července 1964 v Roudnici nad Labem (program: W.A. Mozart: Smyčcový kvartet č. 23 F-dur, B. Martinů: 2. smyčcový kvartet, B. Smetana: Smyčcový kvartet č. 1 e-moll „Z mého života“) a v říjnu absolvoval mladý soubor své první zahraniční vystoupení a to v rakouském Salcburku. Inaugurační koncert proběhl 9. prosince 1965 ve Velkém sále Rudolfina v Praze (program: C. Debussy: Smyčcový kvartet g-moll, L. Janáček: Smyčcový kvartet č. 2 „Listy důvěrné“, B. Smetana: Smyčcový kvartet č. 1 e-moll „Z mého života“).
Mezi lety 1965-1969 mělo Talichovo kvarteto kromě českých vystoupení koncerty i v Rakousku, Německu, Jugoslávii, Maďarsku, Švédsku, SSSR, Dánsku a Belgii. Součástí zájezdů byla již tehdy také vystoupení na československých velvyslanectvích (Řím, Stockholm) a v místních rozhlasech (Göteborg, Moskva). V roce 1966 absolvovalo třítýdenní zájezd do Itálie, kde mj. několikrát hrálo také Dvořákův klavírní kvintet A-dur s prof. V. Holzknechtem. V roce 1967 uskutečnilo dvouměsíční zájezd do Kanady, jehož součástí bylo téměř 40 koncertů a natáčení v rozhlase. K nejčastěji prováděným dílům patřily v té době smyčcové kvartety A. Dvořáka F-dur zvaný Americký, J. Haydna D-dur, C. Debussyho g-moll, L. van Beethovena C-dur, B. Smetany č.1 „Z mého života“ a L. Janáčka č. 2 „Listy důvěrné“.
V roce 1969 vystoupilo Talichovo kvarteto v rámci festivalu Pražské jaro a bylo jmenováno laureátem Evropské asociace hudebních festivalů pro rok 1970, což mu vyneslo pozvání na mnoho mezinárodních hudebních festivalů. Poslední vystoupení s J. Najnarem se konalo v srpnu 1969 v bazilice sv. Jiří na Pražském hradě.

## II. období 1969–1972

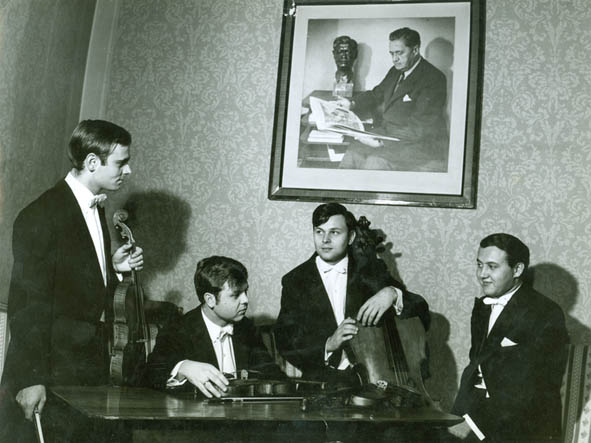
Talichovo kvarteto 1970, zleva Karel Doležal, Jan Kvapil, Evžen Rattay, Jan Talich.

Jan Talich (1. housle), Jan Kvapil (2. housle), Karel Doležal (viola), Evžen Rattay (violoncello).
V srpnu 1969 došlo ke změně v souboru – na místo Jiřího Najnara nastoupil Karel Doležal. První vystoupení s novým violistou se konalo 18. srpna 1969 v Jánských lázních (program: F. A. Míča: Smyčcový kvartet C-dur, O. Flosman: Smyčcový kvartet č. 2, B. Smetana: Smyčcový kvartet č. 1 e-moll „Z mého života“). Kvarteto rozvíjelo svou činnost, nastudovalo další skladby (např. Haydnův Smyčcový kvartet g-moll „Jezdecký“, Schubertův Smyčcový kvartet Es-dur, Janáčkův Smyčcový kvartet č. 1 „z podnětu Kreutzerovy sonáty“), častěji hrálo W. A. Mozarta a L. van Beethovena. Uskutečnilo kratší zájezdy do Německa, Francie, Rakouska, Belgie, Nizozemska, Jugoslávie, Bulharska, Dánska, Itálie, Polska, SSSR a třítýdenní zájezd do Velké Británie. Mělo mnohá vystoupení v televizích (Gent, Polská televize, Československá televize), rozhlasech (Československý rozhlas, olomoucký rozhlas, britská BBC) a na festivalech.
V září 1971 se Talichovo kvarteto zúčastnilo Interpretační soutěže komorních souborů v Kroměříži (program ve 3 kolech B. Smetana, J. Haydn, L. van Beethoven, L. Janáček) a získalo 2. cenu. V říjnu 1971 se zúčastnilo Mezinárodní kvartetní soutěže v Bělehradě (program ve 3 kolech W. A. Mozart, L. Beethoven, M. Vukdragovič, J. Haydn, C. Debussy) a získalo opět 2. cenu.
Na jaře roku 1972 odešel ze souboru violista Karel Doležal. Poslední koncert s K. Doležalem se konal 24. května 1972 v Ostravě (program: W. A. Mozart: Smyčcový kvartet č. 17 B-dur „Lovecký“, B. Smetana: Smyčcový kvartet č. 2 d moll, L. Janáček: Smyčcový kvartet č. 2 „Listy důvěrné“).

## III. období 1972–1993

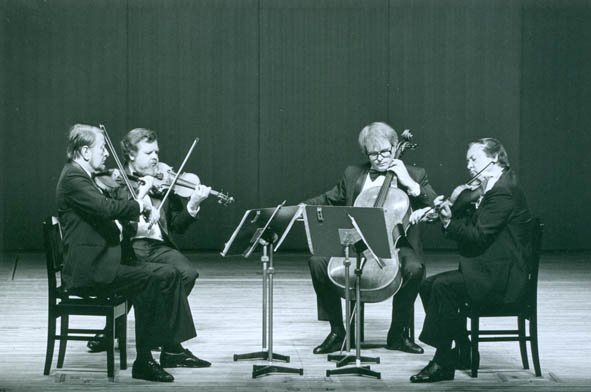
Talichovo kvarteto 1985, zleva Petr Messiereur, Jan Kvapil, Evžen Rattay, Jan Talich.

Petr Messiereur (1. housle), Jan Kvapil (2. housle), Jan Talich (viola), Evžen Rattay (violoncello)
Dosavadní primarius kvarteta Jan Talich přešel na violu a na místo 1. houslí nastoupil nový člen Petr Messiereur. V tomto složení hrál soubor 21 let a jeho repertoár byl vskutku obrovský: kompletní W. A. Mozart (23 kvartetů), L. van Beethoven (16 kvartetů + Velká fuga), B. Bartók (6 kvartetů), oba kvartety Smetanovy a Janáčkovy a samozřejmě díla J. Haydna, A. Dvořáka, B. Martinů, A. Borodina, L. Boccheriniho, J. Brahmse, A. Brucknera, P. I. Čajkovského, C. Debussyho, Z. Fibicha, F. Mendelssohn-Bartholdyho,  F. A. Míčy, M. Ravela, F. Schuberta, D. Šostakoviče, P. Vranického a mnoha dalších skladatelů. Soubor se nevyhýbal ani současným autorům českým i zahraničním jako byli O. Flosman, L. Sluka, L. Fišer, V. Kalabis, J. Pauer, J. Straesser, P. Hersant, M. Ohana a další, jejichž některá díla premieroval (např. Kalabisův 3. smyčcový kvartet na Pražském jaru 1980 nebo Hersantův Smyčcový kvartet č. 1 v Paříži v Théâtre des Champs-Élysées v roce 1986).
Talichovo kvarteto také často spolupracovalo s dalšími soubory a interprety při provádění mnoha nekvartetních, zejména kvintetních skladeb. Jejich partnery se tak nesčetněkrát stal B. Zahradník, M. Langer, S. Bogunia, M. Škampa, J. Suk, A. Kohout, R. Kvapil, I. Klánský, K. Řehák, J. Stivín, ze zahraničních umělců pak G. Peyer, C. Huvé, A. Flammer, M. Portal, J. M. Luisada, N. Freire, P. Moragues, M. Pressler a mnoho dalších.
Procestovali téměř celý svět – kromě celé Evropy (přičemž Francii, Belgii, Rakousko a Švýcarsko v tomto období poctili svou přítomností často několikrát do roka) měli turné po Iráku (1973), Egyptě (1974), Indonésii (1975), Japonsku (1975, 1985, 1987, 1990), USA (1977, 1987, 1988, 1991, 1992), Kanadě (1988, 1992) a Koreji (1992). Vystupovali v prestižních koncertních sálech, divadlech a uměleckých galeriích (např. Théâtre des Champs-Élysées v Paříži, The Symphony Hall v Osace, Wigmore Hall v Londýně, Teatro alla Scala v Miláně, Musée d'Orsay v Paříži, Sallle Gaveau v Paříži), na čs. velvyslanectvích (Paříž, Tokio, Jakarta), v roce 1990 v Japonsku u následníka trůnu. Součástí zájezdů byla také natáčení a přímé přenosy z rozhlasů (např. Köln, Amsterdam, Tokio, Radio France, Lausanne, St. Paul aj.) a televizí  (např. Bulharsko, Řecko, Kanada aj.) Účastnili se také mnoha významných hudebních festivalů (jen výběr: Besançon 1979,1987, Cluny 1985, 1986, 1987, Montpelier 1985, Bordeaux 1986, 1989, La Baule 1986, 1988, Orlando 1991, Presteigne 1992, Toscana 1992).
Samostatnou kapitolou je nahrávací činnost pro francouzskou firmu Calliope. Talichovo kvarteto začalo pro tuto firmu nahrávat od listopadu 1976 a hned první deska se smyčcovými kvartety A. Dvořáka (C-dur a F-dur „Americký“) dostala významnou světovou cenu Grand prix du disque Academie Charles Cros (1977). Umělci pak zajížděli do Francie pravidelně několikrát ročně, aby postupně pořídili pro Calliope nahrávky C. Debussyho, P. I. Čajkovského, A. Borodina, L. Janáčka, B. Smetany, L. Boccheriniho, J. Haydna, F. Mendelssohn-Bartholdyho a hlavně kompletního L. van Beethovena a W. A. Mozarta, za něž získali cenu Diapasond´Or a cenu francouzské kritiky. Ze zahraničních natáčecích činností Talichova kvarteta stojí dále za zmínku nahrávky F. A. Míčy pro francouzskou firmu Sarastro a B. Bartóka pro britskou firmu Collins Classic.
V Československu vystupovalo Talichovo kvarteto také velmi často. Koncertovalo v mnoha městech, na vernisážích výstav, na vědeckých kongresech a nesčetněkrát v Praze v Rudolfinu, v Anežském klášteře, v bazilice sv. Jiří na Pražském hradě, v Národním muzeu, v Klementinu. Jejich vystoupení byla často součástí festivalu Pražské jaro (1975, 1976, 1978, 1979, 1980, 1984, 1988, 1990). Několikrát natáčeli pro Čs. televizi (1978, 1981, 1982, 1983, 1984, 1989) a také několikrát hráli v populárním živě vysílaném televizním pořadu Hudba z respiria (1973, 1977, 1979, 1981, 1982, 1987).
Nelze vyjmenovat, kolikrát natáčeli pro Čs. rozhlas (mj. díla V. Kalabise, A. Dvořáka, E. Schulhoffa) a kolik desek natočili pro firmy Panton a Supraphon (mezi jinými také Schulhoffův Koncert pro smyčcové kvarteto a orchestr s Českou filharmonií a Z. Košlerem, Panton, 1979, Martinů Koncert pro smyčcový kvartet a orchestr s Českou filharmonií a Z. Košlerem, Panton, 1980, a dále smyčcové kvartety C. Debussyho, M. Ravela, B. Martinů, jazzové skladby E. Viklického). Nejdůležitější jsou jistě nahrávky kompletního B. Bartóka pro Supraphon (1981-1983), za kterého obdrželi Zlatou desku Supraphonu.
Soubor působil mezi lety 1968-1975 pod hlavičkou Hudebního studia MK, Správa kulturních zařízení, v roce 1975 byl přijat jako komorní soubor do České filharmonie. Od 1. ledna 1991 bylo Sdružení komorních souborů ARDO delimitováno z České filharmonie a s ním i Talichovo kvarteto.
9. prosince 1985 oslavilo Talichovo kvarteto 20. výročí své existence koncertem v pražském Rudolfinu se stejným programem, jako před dvaceti lety. K 25. výročí si zahráli sice dříve (protože v prosinci 1990 natáčeli pro Calliope v Paříži), ale dvakrát -  v Anežském klášteře v Praze 6. listopadu 1990 a v Edenu v Praze 12. listopadu 1990. V roce 1992 ohlásil svůj odchod ze souboru J. Kvapil. Sezóna 1992/1993 byla jeho poslední (turné po JAR na přelomu února a března 1993 uskutečnilo ale kvarteto již bez J. Kvapila – zaskočil za něj  J. Talich ml.). Poslední koncert v sestavě P. Messiereur, J. Talich, J. Kvapil, E. Rattay se konal v jihočeské Bechyni v chrámu Nanebevzetí P. Marie 5. července 1993 (program: J. Haydn: Smyčcový kvartet D-dur, L. van Beethoven: Smyčcový kvartet č. 11 f-moll, A. Dvořák: Smyčcový kvartet č. 13 G-dur).

## IV. období 1993–1997
Petr Messiereur (1. housle), Vladimír Bukač (2. housle), Jan Talich (viola), Evžen Rattay (violoncello)

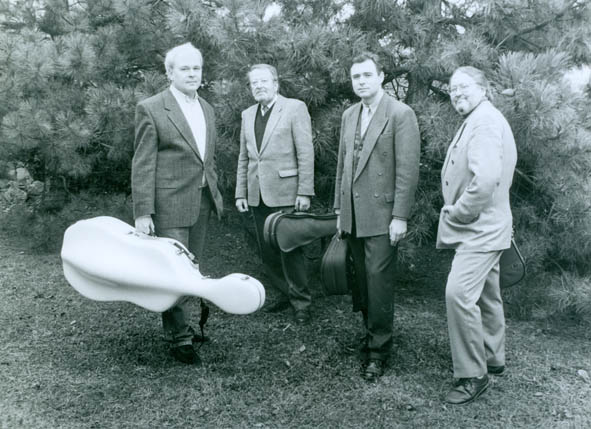
Talichovo kvarteto 1994, zleva Evžen Rattay, Petr Messiereur, Vladimír Bukač, Jan Talich.

Od sezóny 1993/1994 nastoupil k pultu 2. houslí Vladimír Bukač. V roce 1994 uskutečnilo kvarteto rozsáhlé turné po Severní Americe, které zahrnovalo koncerty od Bermud přes východní pobřeží USA, Kalifornii (včetně koncertu ve Wilshire Ebell Theatre v Los Angeles) až po Edmonton v Kanadě. Hrálo také ve Švýcarsku a Francii, v březnu natáčelo pro britskou BBC. V roce 1995 koncertovalo opět ve Francii, Německu, Itálii, Dánsku, Švýcarsku a podniklo turné od Paříže po Lyon s J. Sukem, se kterým hrálo kvintety A. Dvořáka a J. Brahmse. V roce 1996 koncertovalo v Německu, Dánsku, Japonsku.
Také českému publiku se v této době představovalo Talichovo kvarteto ještě často. I nadále hrálo pravidelně v pražském Rudolfinu, v Anežském klášteře, v roce 1995 ve Španělském sále na Pražském hradě v rámci festivalu Pražské jaro. Avšak koncertů poněkud ubývalo, k čemuž přispělo rozpuštění Sdružení komorních souborů ARDO v roce 1994 a také privatizace Pragokoncertu téhož roku.
V roce 1995 nahrálo ještě Talichovo kvarteto pro Calliope Schubertův Smyčcový kvartet d-moll „Smrt a dívka“, klavírní kvintet A-dur „Pstruh“ a skladbu J. Haydna Sedm posledních slov Kristových. Koncert k 30. výročí založení Talichova kvarteta se uskutečnil 27. listopadu 1995 v Rudolfinu v Praze (program: L. Fišer: Smyčcový kvartet, jednovětý, B. Bartók: Smyčcový kvartet č.2, A. Dvořák: Smyčcový kvartet č. 13 G-dur).
V roce 1997 museli soubor opustit P. Messiereur a E. Rattay (založili později kvarteto Rafael).

## V. období od 1997

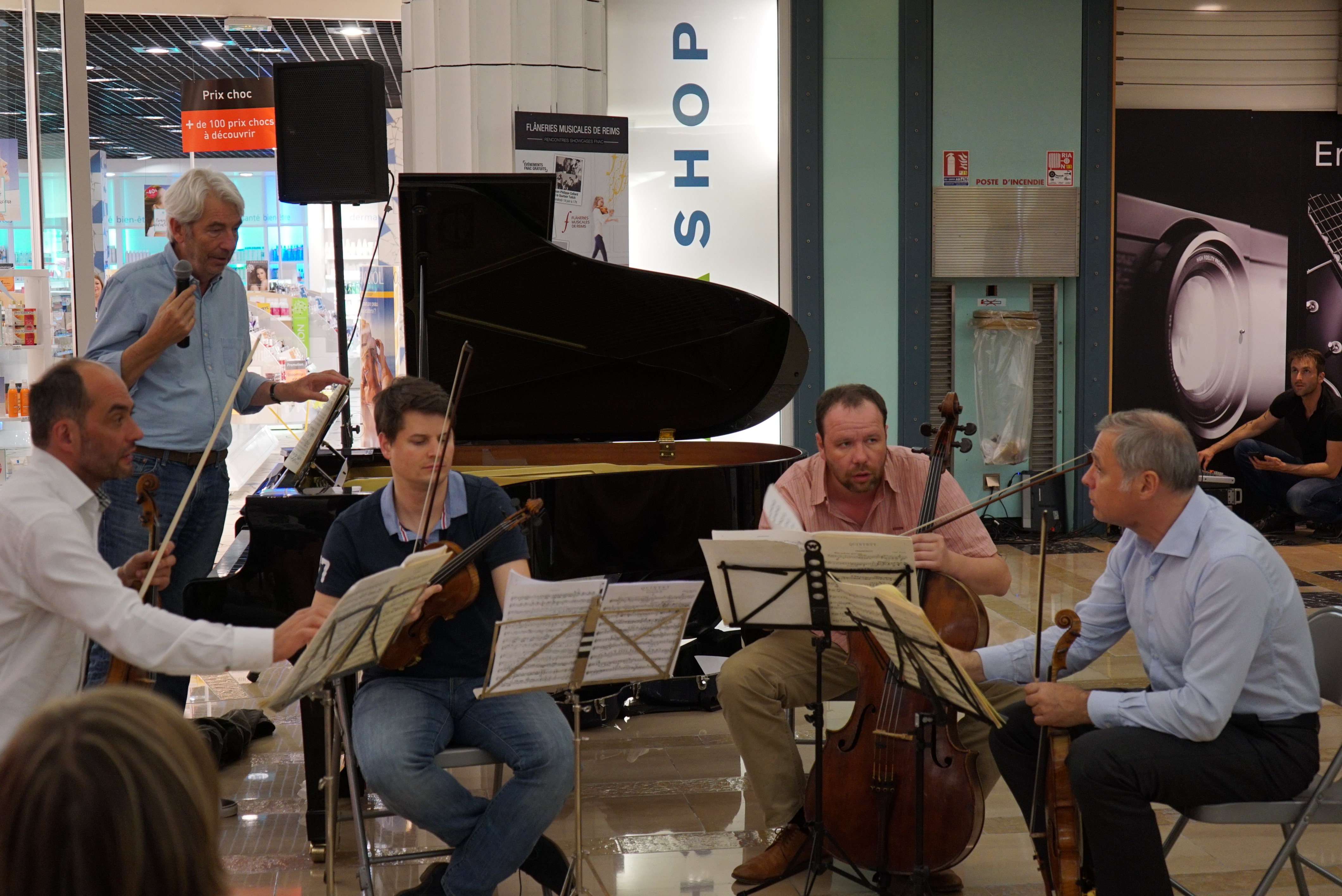
2015

Na přelomu tisíciletí došlo v Talichově kvartetu k postupné generační obměně. Od té doby hraje kvarteto ve složení: 1. housle Jan Talich ml. (syn otce zakladatele), 2. housle Petr Maceček, viola Vladimír Bukač a violoncello Petr Prause. Kvarteto si nadále udržuje mezinárodní renomé a pravidelně koncertuje v nejvýznamnějších světových kulturních centrech, mimo pravidelných vystoupení v Evropě zajíždí na turné do Ameriky, Asie i Austrálie. Není opomíjeno ani doma, bývá přizýváno k vystupování na Pražském jaru. V novém složení nahrálo např. pro francouzskou hudební společnost Calliope komplet kvartetů F. Mendelssohna-Bartholdy a D. Šostakoviče a společně s klavírem mnohá vrcholná díla českých mistrů B. Smetany, A. Dvořáka a L. Janáčka. Hraje i novější díla českých autorů, např. V. Kalabise, L. Fišera nebo L. Sluky.

## Historie obsazení
Talichovo kvarteto hrálo postupně v těchto obsazeních (1. housle, 2. housle, viola, violoncello):
- 1964 – 1969

Jan Talich st. – Jan Kvapil – Jiří Najnar – Evžen Rattay
- 1969 – 1972

Jan Talich st. – Jan Kvapil – Karel Doležal – Evžen Rattay
- 1972 – 1993

Petr Messiereur – Jan Kvapil – Jan Talich st. – Evžen Rattay
- 1993 – 1997

Petr Messiereur – Vladimír Bukač – Jan Talich st. – Evžen Rattay
- 1997 – 2000

Jan Talich ml. – Vladimír Bukač – Jan Talich st. – Petr Prause
- 2000 – 2011

Jan Talich ml. – Petr Maceček – Vladimír Bukač – Petr Prause
- 2011 – 2018

Jan Talich ml. – Roman Patočka – Vladimír Bukač – Petr Prause
- 2019 -

Jan Talich ml. – Roman Patočka – Radim Sedmidubský - Michal Kaňka

## Diskografie
Hudební nahrávky u francouzské společnosti Calliope jsou uvedeny v archivu jejich stránek.
Práva ke starším nahrávkám v této chvíli patří francouzské firmě La Dolce Volta, kde probíhají mnohé reedice.

## Poznámka
Členové kvarteta hrají na vzácné italské hudební nástroje, převážně zapůjčené ze Státní sbírky hudebních nástrojů.
Jan Talich – housle Antonio Stradivari (1729),
Petr Maceček – housle Francesco Ruggeri (1694),
Vladimír Bukač – viola Lorenzo Guadanini (1740),
Petr Prause – violoncello Giovanni Grancino (1710).